# 道後温泉本館
道後温泉本館（どうごおんせんほんかん）は、愛媛県松山市の道後温泉中心部にある共同浴場。1894年（明治27年）に改築が完成した近代和風建築で、国の重要文化財に指定されており、温泉街の象徴となっている。
共同浴場番付において、東の湯田中温泉大湯と並び西の横綱に番付けされているほか、2009年3月、ミシュランガイド（観光地）日本編において2つ星に選定された。2009年、経済産業省の「近代化産業遺産」に認定。四国八十八景54番に選定。

## 建築

### 構成

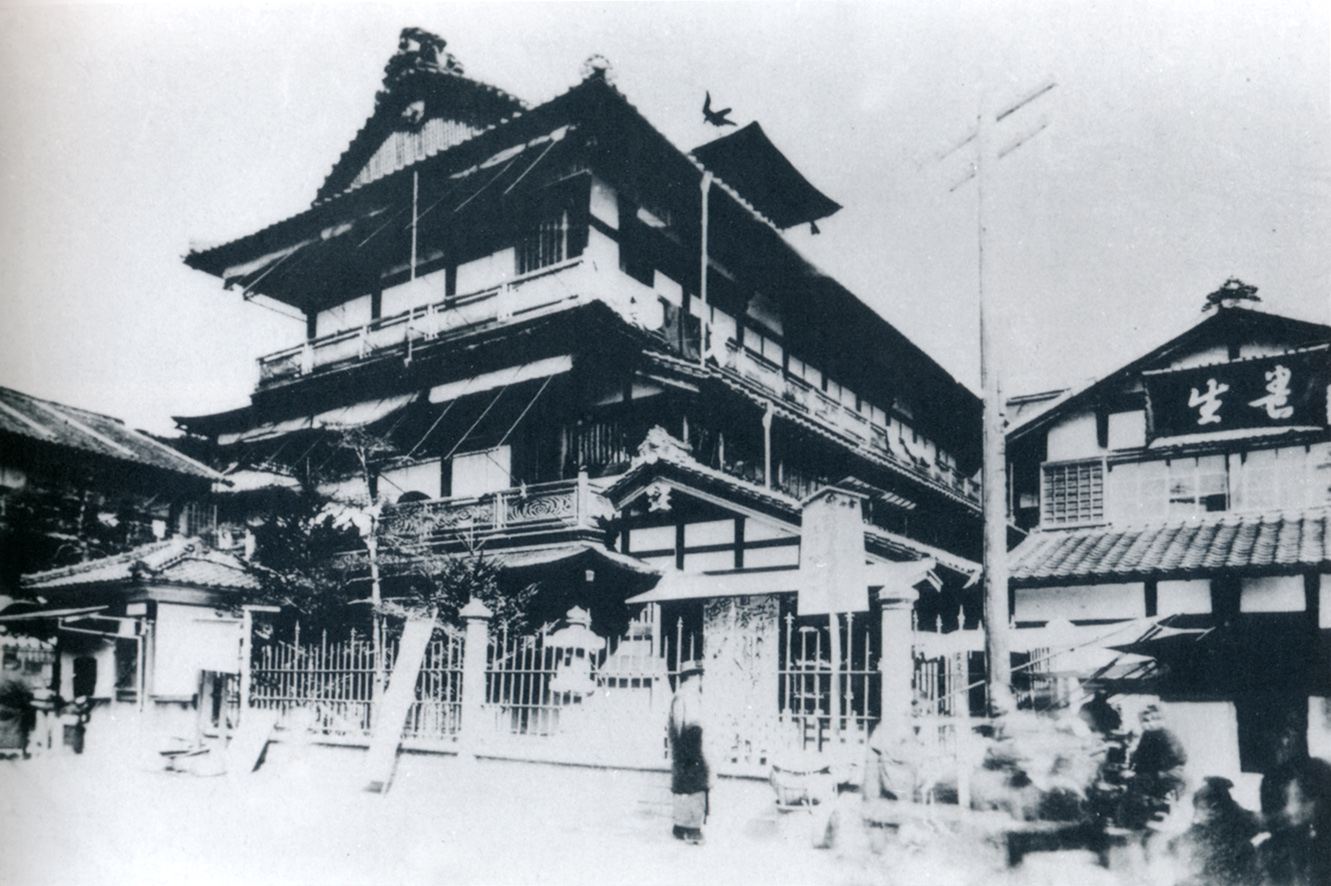
1894年（明治27年）に撮影された道後温泉本館。

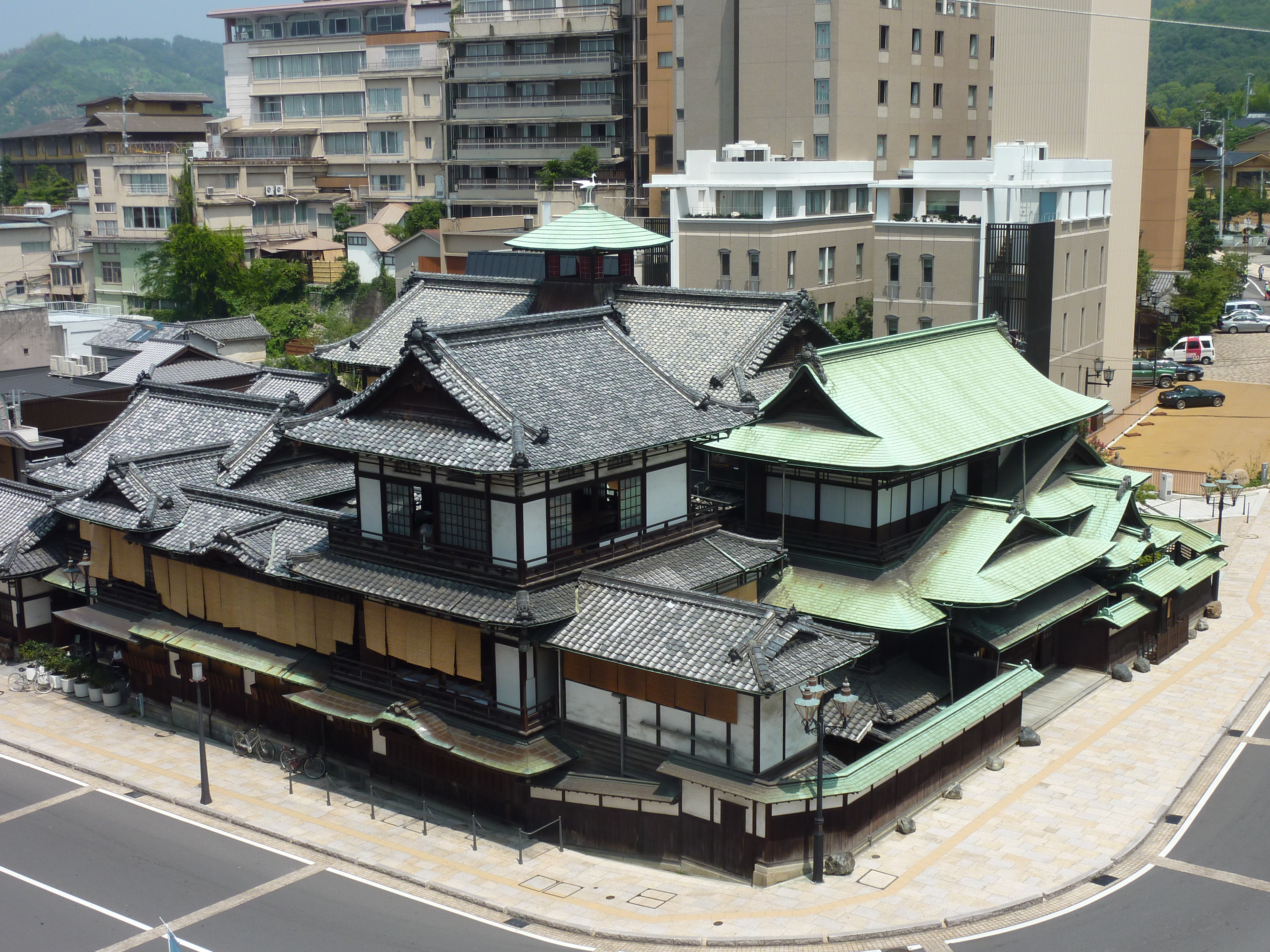
冠山から見た本館。手前は南棟、奥は神の湯本館棟、右の銅板葺の建物は又新殿・霊の湯棟。

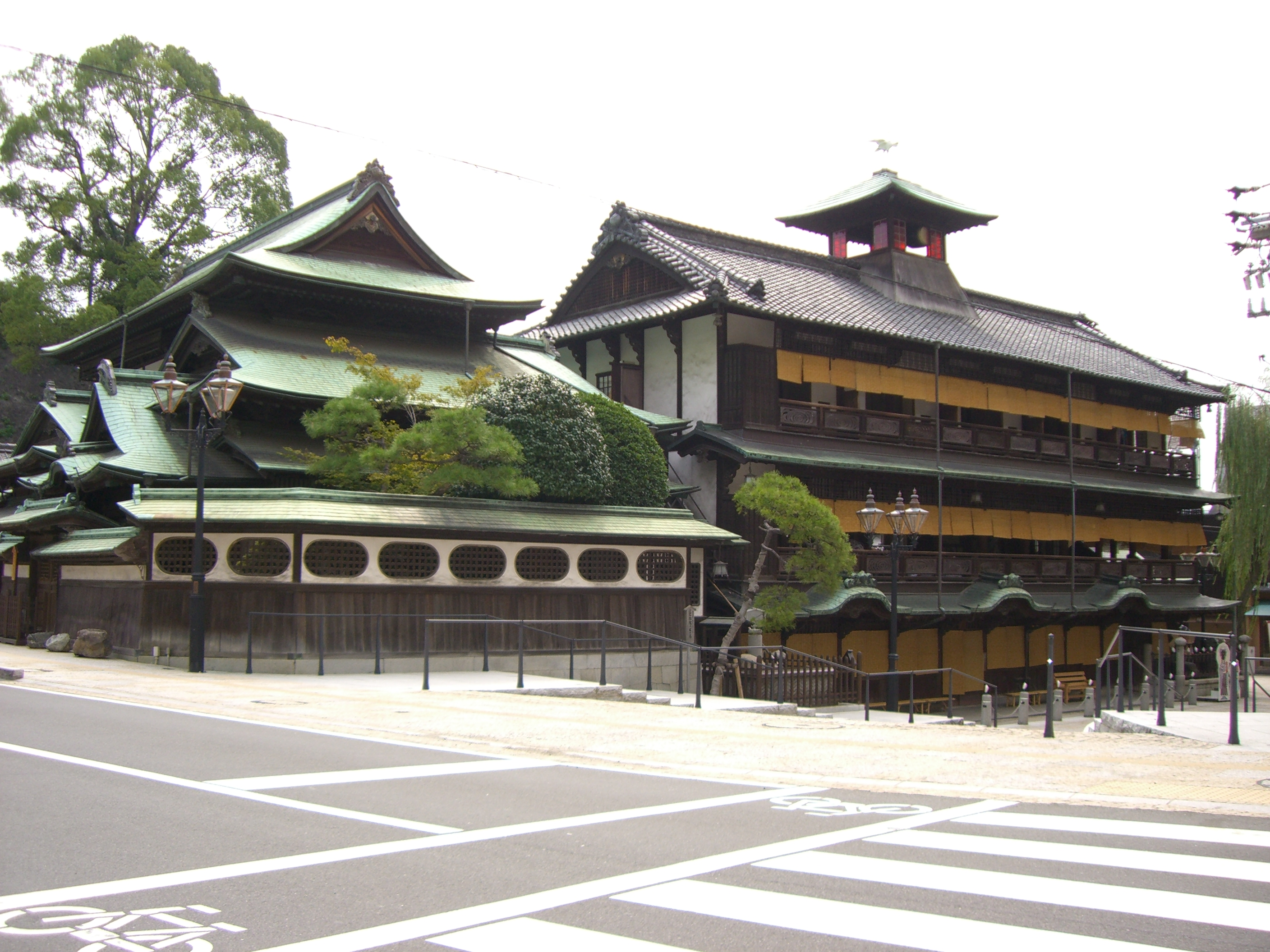
又新殿・霊の湯棟（左）と神の湯本館棟（右）。神の湯本館棟の屋上の塔屋は「振鷺閣」と称する。

道後温泉本館は、北の神の湯本館棟（かみのゆ ほんかんとう）、東の又新殿・霊の湯棟（ゆうしんでん・たまのゆとう）、南の南棟、西の玄関棟が相互に接続した複雑な構成の建物である。
以下の4棟が「道後温泉本館」という名称で、国の重要文化財として1994年（平成6年）に指定された。
- 神の湯本館棟：1894年（明治27年）竣工[4]。3階建てで、1階を浴場、2階と3階を休憩室とする[4]。屋根は入母屋で塔屋が付されている[4]。3階の北西端には、夏目漱石が使用した「坊っちゃんの間」がある。
- 又新殿・霊の湯棟：1899年（明治32年）竣工[4]。銅板葺及び檜皮葺の木造3階建てで、日本で唯一の皇室専用浴室を設けた建物である[4]。2階に「玉座の間」がある。
- 南棟：1924年（大正13年）竣工[4]。養生湯として建設された建物で、修理前まで神の湯女子浴室だった建物である[4]。
- 玄関棟：1924年（大正13年）竣工[4]。神の湯、霊の湯、養生湯の各浴室を連絡する出札口として建設された[4]。1935年（昭和10年）、神の湯の曳家により玄関棟としての役割に変わった[4]。

| 指定 | 名称             | 位置                                  | 竣工               | 建築面積  |
| ---- | ---------------- | ------------------------------------- | ------------------ | --------- |
| 重文 | 神の湯本館       | 北緯33度51分7.6秒 東経132度47分11.1秒 | 1894年（明治27年） | 193.31 m2 |
| 重文 | 又新殿・霊の湯棟 | 北緯33度51分7.4秒 東経132度47分11.6秒 | 1899年（明治32年） | 152.60 m2 |
| 重文 | 南棟             | 北緯33度51分7秒 東経132度47分11.1秒   | 1924年（大正13年） | 187.71 m2 |
| 重文 | 玄関棟           | 北緯33度51分7.1秒 東経132度47分10.4秒 | 1924年（大正13年） | 15.56 m2  |
|      | 事務棟           |                                       | 1935年（昭和10年） |           |
|      | 玄関附属入母屋棟 |                                       | 不明               |           |

### 各階

#### 振鷺閣
振鷺閣（しんろかく）は道後温泉本館神の湯の塔屋部分にあたる。太鼓が吊り下げられており、刻太鼓（ときだいこ）が1日3回鳴らされる（朝6時の開館時および正午、午後6時）。1996年（平成8年）7月1日に環境庁の日本の音風景百選に指定された。

#### 3階
- しらさぎの間：2024年（令和6年）のリニューアルで新たに一般開放された19畳の部屋[8]。定員は18人[9]で、事前予約制[8]。
- 飛翔の間：2024年（令和6年）のリニューアルで新たに一般開放された12畳半の部屋[8]。定員は10人で、事前予約制[8]。
- 霊の湯三階個室
- 坊つちやんの間：3階の霊の湯利用者用個室の一番奥に位置する、1895年（明治28年）10月に夏目漱石が正岡子規とともに利用したといわれる部屋[8]。1966年（昭和41年）に松岡譲によって名付けられた[8]。漱石ゆかりの資料の置かれている。

#### 2階
- 神の湯二階席
- 霊の湯二階席
- 又新殿（ゆうしんでん）：日本で唯一の皇室専用浴室。御影石の最高級品である庵治石（あじいし）を使った浴槽の他、控え室、トイレ等が備えられている。これまでのべ10人の皇族が入浴したが、各宿泊施設に引き湯が行われたことなどから、1952年（昭和27年）を最後に使用されていない。
- 展示室

#### 1階
メインの浴場の「神の湯」と「霊の湯」がある。耐震工事により2024年7月の全館営業再開時に旧霊の湯の女子浴室が移動するとともに女子浴室が2か所に増やされた。またこのリニューアルでそれまで設置されていなかったシャンプーやリンス、ドライヤー等が備え付けられた。
かつては源泉そのままだったが、現在は愛媛県の条例（2003年10月施行）による指導もあり塩素が加えられている。

## 運営

### 営業
道後温泉の権利は、旧道後湯之町から戦時合併により受け継いだ松山市役所が有しており、各ホテル旅館への配湯はもちろん、本館と椿の湯の経営も行っている。年末の大掃除の日を除いて年中無休。年末大掃除の模様は、師走の格好の季節の話題となっており、地元放送局や新聞によく取り上げられる。

## 歴史
1890年（明治23年）、道後湯之町の初代町長として伊佐庭如矢（いさにわゆきや）が就任した。この頃、町の最大の懸案は、老朽化していた道後温泉の改築であった。
伊佐庭は町長就任に際して、自らは無給とし、その給料分を温泉の改築費用に充てることとした。総工費は13万5千円。当時の小学校教員の初任給が8円といわれた時代で、あまりに膨大な予算に町民は驚き、町の財政が傾きかねない無謀な投資だと非難が渦巻いた。反対運動は激しさを増し、伊佐庭が命の危険を感じるほどであったが、伊佐庭は決定を貫き通した。
棟梁は城大工の坂本又八郎を起用し、姿を現した木造三層楼は、当時でも大変珍しがられた。伊佐庭はさらに道後への鉄道の引き込みも企図し、道後鉄道株式会社を設立。一番町～道後、道後～三津口間に軽便鉄道を走らせ、客を温泉へ運んだ。関西からの航路が開かれるなど、道後温泉が発展していった時期であった。
現在、伊佐庭は道後の温泉街を見下ろす鷺谷（さぎたに）墓地に葬られている。
1950年（昭和25年）3月19日、昭和天皇の戦後巡幸で訪れた天皇が又新殿で入浴。
1994年（平成6年）12月、神の湯本館、又新殿（ゆうしんでん）・霊の湯棟、南棟、玄関棟の4棟が国の重要文化財に指定された。
1996年（平成8年）7月、振鷺閣から打ち鳴らされる刻太鼓（ときだいこ）が「残したい日本の音風景100選」に選ばれる。
2007年（平成19年）3月、美しい日本の歴史的風土100選に松山城と共に選定された。
2009年（平成21年）2月、経済産業省において「近代化産業遺産」に認定された。

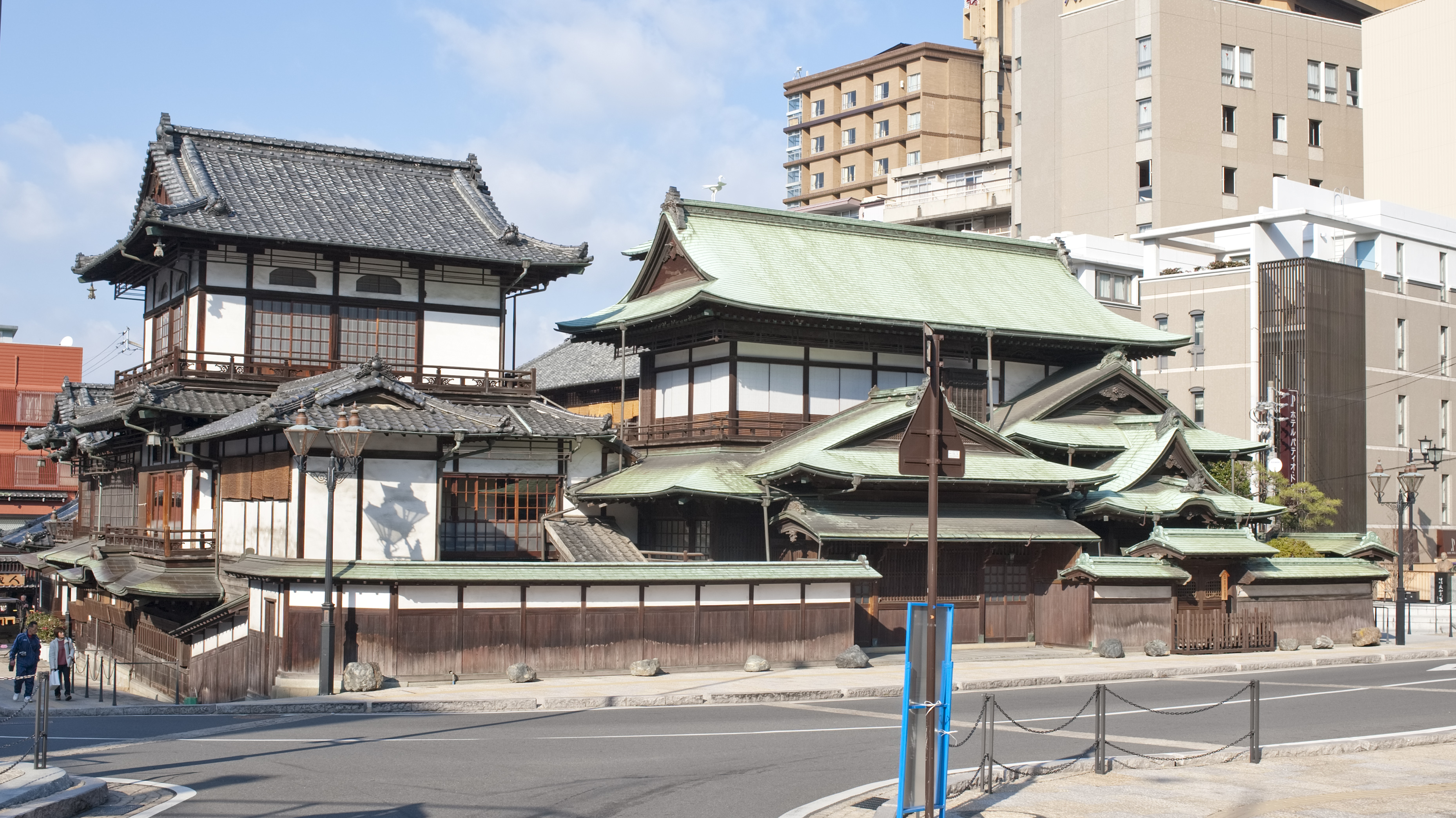
南棟（左）と又新殿・霊の湯棟（右の銅板葺の建物）。又新殿・霊の湯棟の前には御成門と袖塀がある。
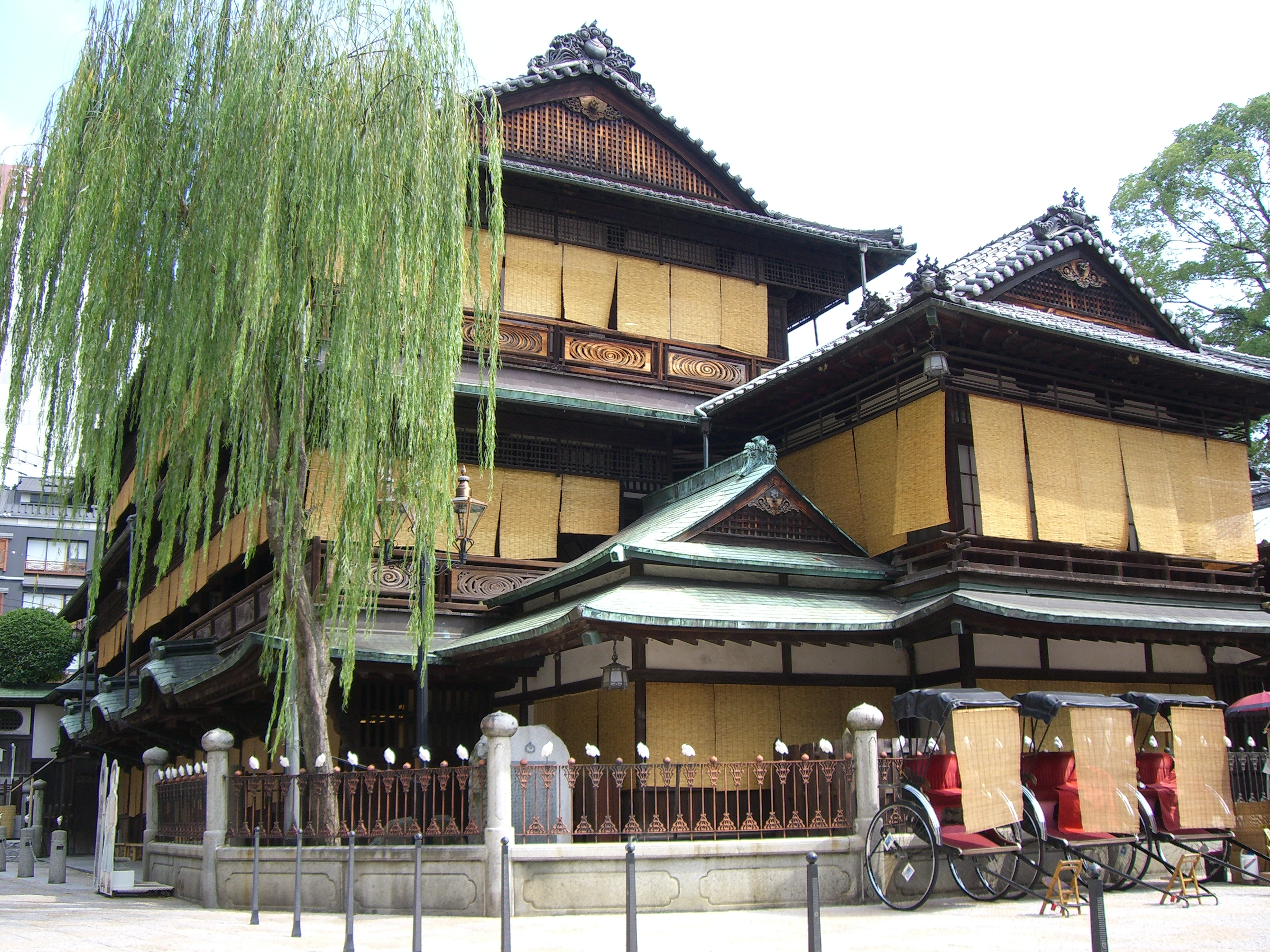
神の湯本館棟（左）と事務棟（右）
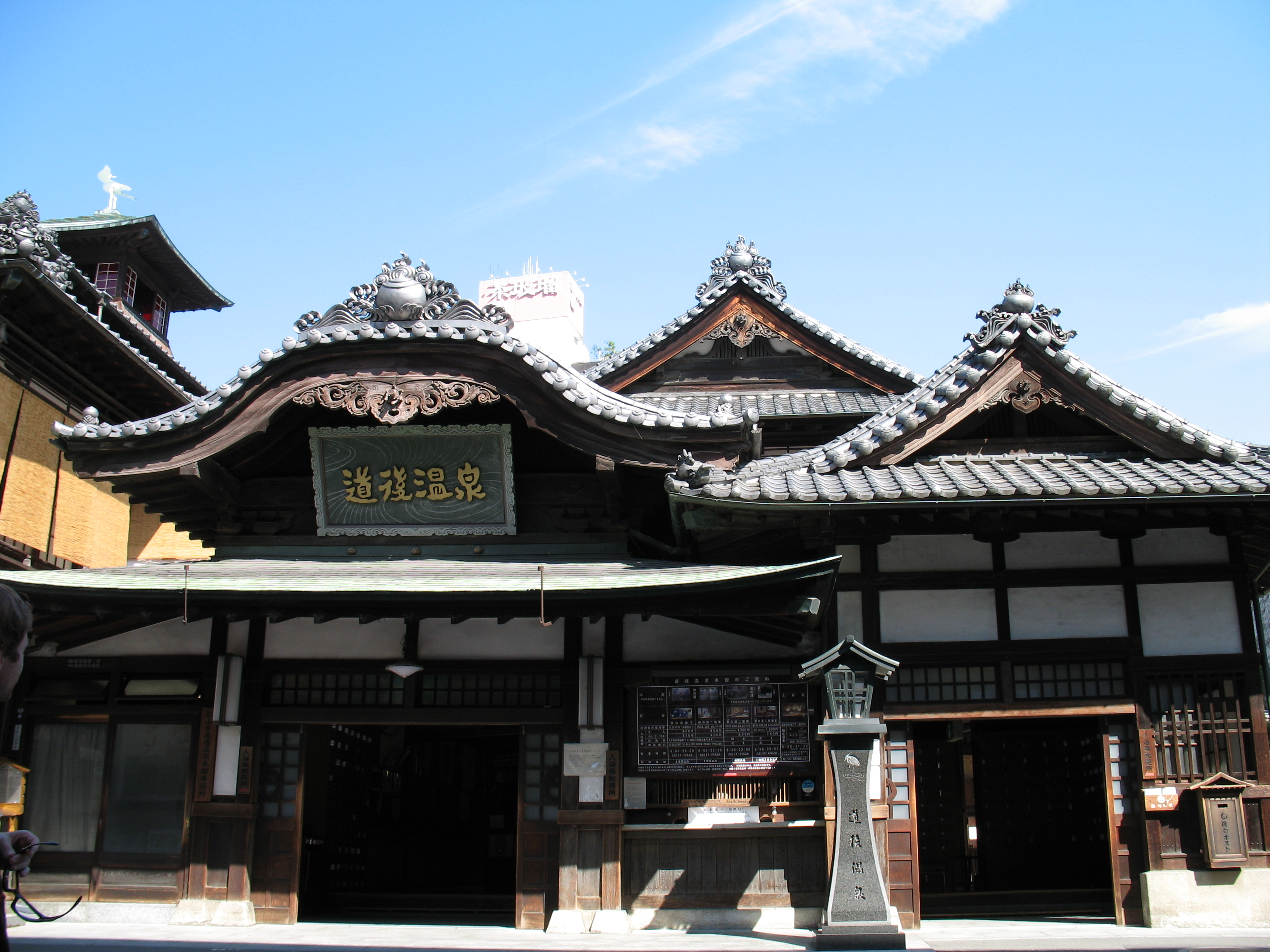
玄関棟。唐破風玄関（左）と入母屋玄関（右）。

## 本館改修工事
松山市役所は2002年度（平成14年度）から2005年度（平成17年度）まで「道後温泉本館保存修復計画検討委員会」を設置し、本館修復方法などを検討した。100年以上もの間公衆浴場として使われ、長年にわたる劣化のため、基礎部分の大規模修復が必要となっていることが、2001年（平成13年）に発生した芸予地震後の調査で明らかになった。他に替えがたい道後温泉のシンボル施設であるため、たとえ長期的な観点から大規模改修が必要とはいえ、改修期間中は共同浴場としては使用できず、また、期間も長期化することが予想されたことから、観光産業関係者は修復期間中に観光客の足が遠のくことを懸念した。検討委員会は2006年（平成18年）3月に最終報告を提出している。この中では工事を3期に分け、総工費は約20億円と試算された。
2012年（平成24年）1月、松山市長の野志克仁は、本館の改修工事について、テレビドラマ『坂の上の雲』や本館創建120年の集客効果を考慮し、2013年（平成25年）末まで着手しないことを明らかにした。2012年（平成24年）5月に松山市役所は「道後温泉活性化計画審議会」を発足させ、改修計画について具体的な検討に入った。2013年（平成25年）1月、審議会は工事中の代替施設として、市営のもう一つの外湯である「椿の湯」を改築することを盛り込んだ第1次答申を市に提出した。地元である道後地区からは「第三の外湯」を設置する意見が出されていたが、答申では採用されず、審議会に参加した道後地区の委員も答申には「市の提案に地元の意見が網羅されている」として反対しなかった。
2014年（平成26年）時点で、改修工事は、愛媛県で2017年（平成29年）に開催予定だった第72回国民体育大会後に着手して2024年までの完了を目指すと報じられていたが、野志市長は2014年（平成26年）1月の記者会見で、2020年の東京オリンピック開催期間中は工事を中断し、外観だけでも観覧できるようにしたいとの意向を示した。
2014年（平成26年）7月、改修中の代替施設として「椿の湯」の隣接地に建設される温泉施設の地元設計案がまとまり、外装を木質化したり、女性向けの「女帝の湯」を設置したりするなどの構想が盛り込まれていると報じられた。施設名は2017年（平成29年）1月に「道後温泉別館 飛鳥乃湯泉」と決定した。「飛鳥乃湯泉」は同年9月26日にオープンした（施設全体のグランドオープンは12月26日）。
2016年8月、松山市道後温泉活性化計画審議会は、改修工事期間中は部分的な閉館にとどめて営業を継続し、観光客の減少を抑える案を決定した。

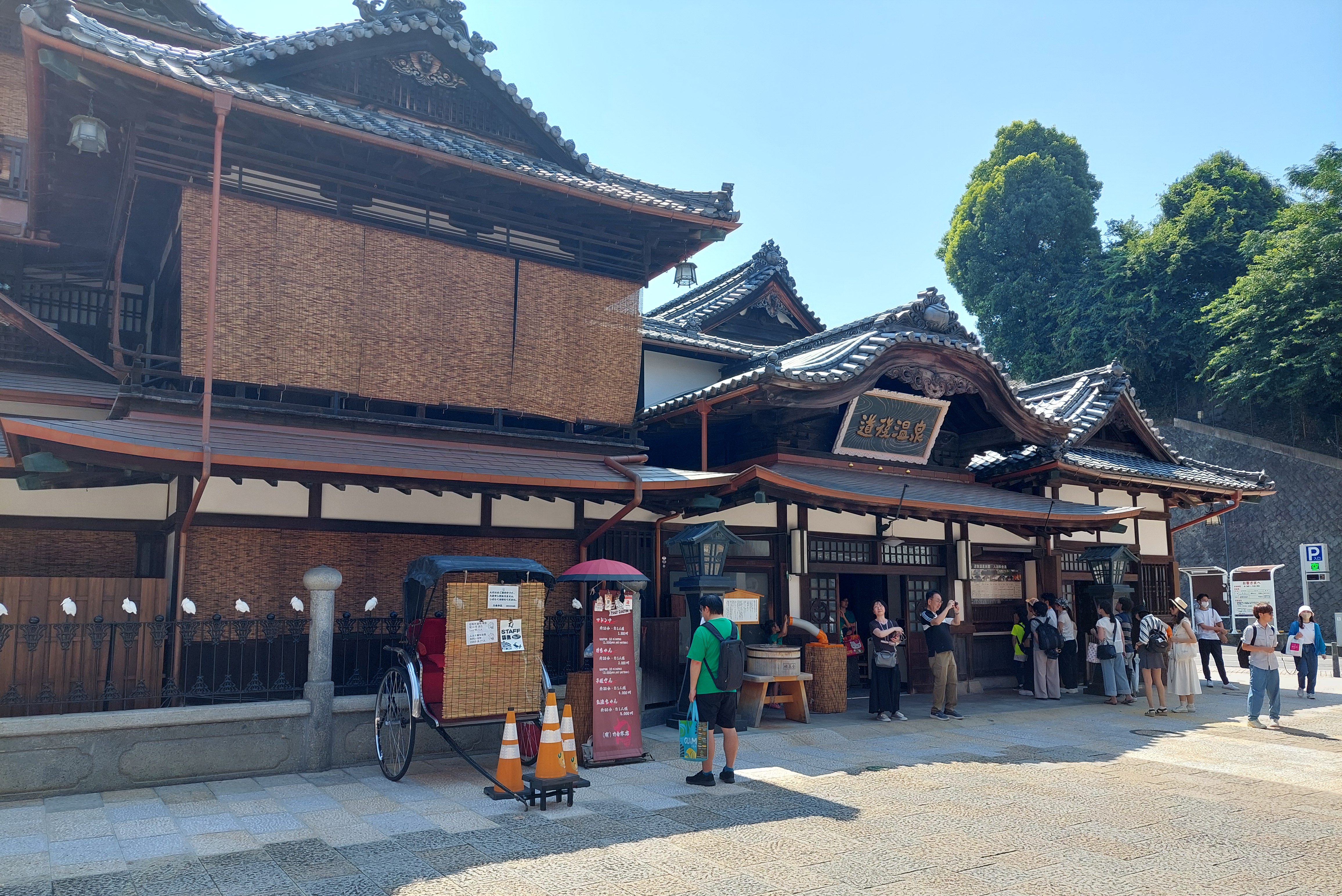
改修後の道後温泉本館（2024年8月）

2017年3月、市長の野志は本館の改修工事着手は早くても2018年になるとの見解を示した。着工に先立ち、松山市側は工事自体を観光資源とすべく、南側にある冠山の遊歩道に観覧スペースとして足湯や休憩所を設置する方針であると2018年（平成30年）に報じられ、「空の散歩道」として2019年にオープンした。
2018年（平成30年）11月1日に松山市役所は改修工事の一般競争入札を実施し、門屋組・成武建設・富士造型共同企業体（JV）が19億1800万円で落札した
2019年（平成31年）1月15日に本館保存修理工事が着工された。工事に伴い、本館の建物は工事用の素屋根で覆われている。
工事期間中は、松山市・手塚プロダクション・ポニーキャニオンによる「道後REBORNプロジェクト」が実施され、手塚治虫の漫画『火の鳥』をモチーフとしたコラボレーションが展開され、工事用素屋根の外壁ラッピングやオリジナルアニメのプロジェクションマッピング、チケットへの採用などが行なわれた。
2024年（令和6年）1月4日に、市長の野志は年賀交歓会で、本館の全面営業再開が同年7月11日午前6時に決まったと明らかにした。その準備として大型家具の設置などが発生するため、6月18日から7月10日までは臨時休館となることも合わせて明かされた。
2024年（令和6年）7月10日に記念式典が開催され、7月11日に全館営業を再開した。

## 周辺

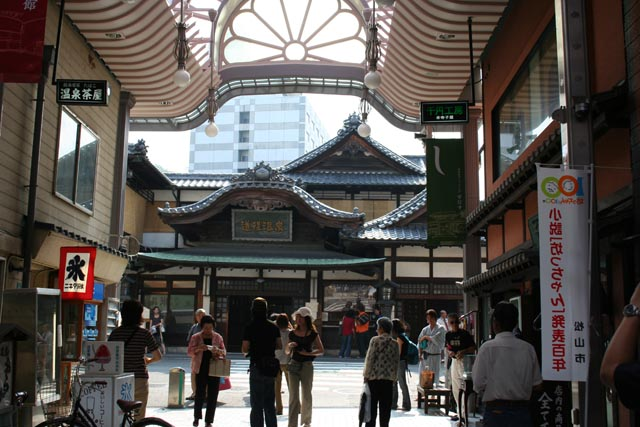
商店街のアーケードからみた本館（2006年8月）

- 周辺道路

かつて本館の四周に車両用道路があり、特に西側は現在の本館入り口に当たるものの、行き交う自動車で危ないこともあったが、現在は、南と東側道路の拡幅が完了し、西側と北側道路は石畳の歩行者用広場に変貌した。近代和風建築の情緒を安全に楽しむことができるようになり、道後温泉の魅力が一段と増すことになった。
- 道後商店街
- 冠山（かんむりやま）

地層から、約3,000年前の縄文時代中期の土器や石鏃（せきぞく）が発見され、当時、縄文人が沐浴していたと考えられるため、「日本最古の温泉」の根拠となっている。前記の通り、2019年に足湯もある休憩スペース「空の散歩道」が遊歩道に設置されている。
- ホテル・旅館街

本館からさらに北にかけてのゆるやかな坂道の沿道には、道後温泉を代表するホテルや旅館が建ち並んでいる。
- 椿の湯

本館と同じ源泉を使用した共同浴場。本館向かいの商店街に入って2分ほど歩いたところにあり、地元住民がよく利用している。本館のような特別な休憩室はないが、比較的空いている。
- 道後温泉別館 飛鳥乃湯泉

椿の湯に隣接して2017年にオープンした共同浴場。飛鳥時代をモチーフとしている。「伊予湯岡碑」も参照。

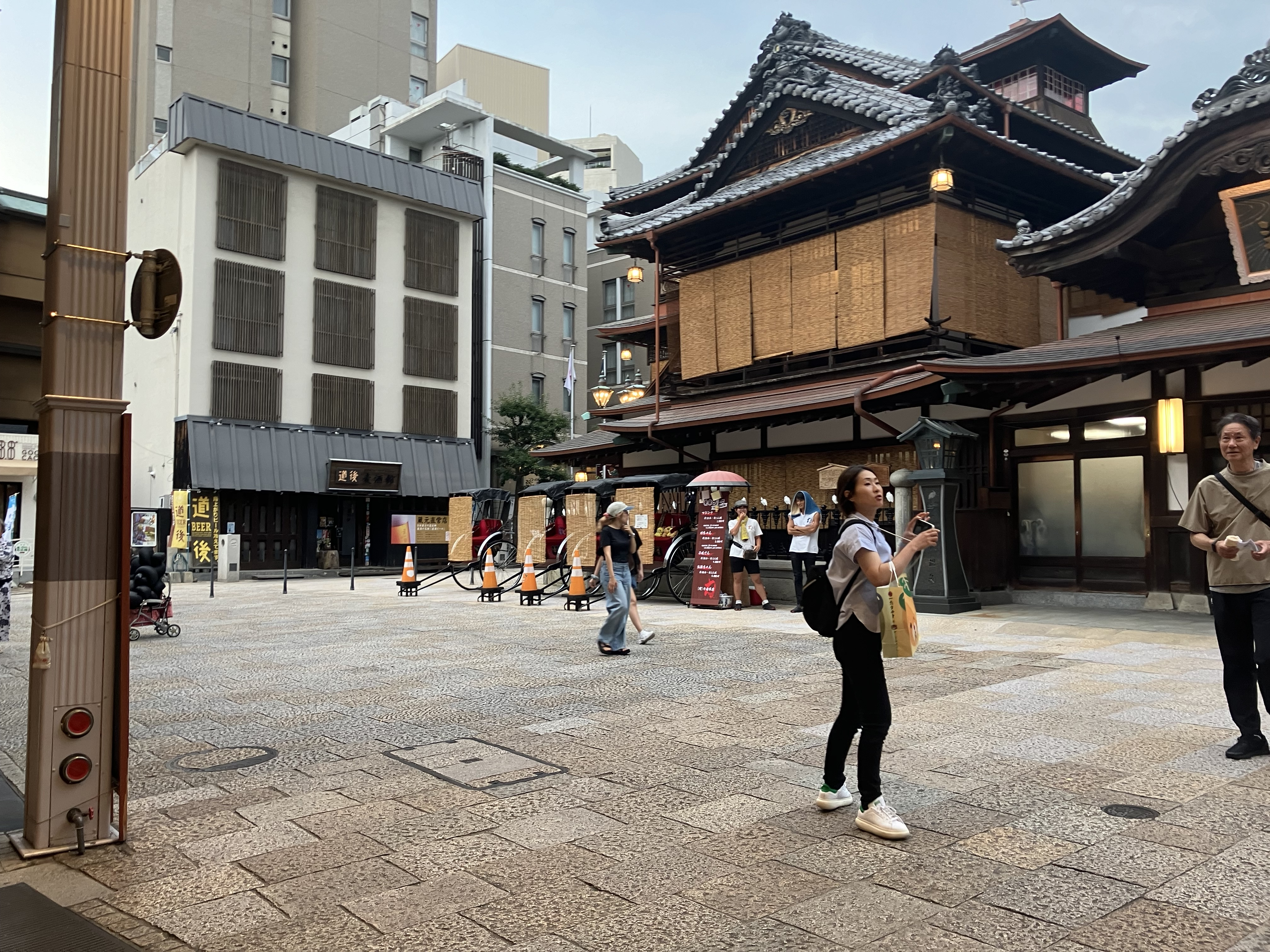
本館側の道後商店街出入口から見た本館。左側にあるのは道後観光用の人力車（2025年7月）

## 漱石と本館
夏目漱石が松山中学の英語教師として赴任したのは、本館の完成した翌年のこと。漱石はその建築に感嘆し、手紙や、後の小説『坊っちゃん』の中で「温泉だけは立派なものだ」と絶賛し、実際頻繁に通ったという。手紙によれば、8銭の入浴料で「湯に入れば頭まで石鹸で洗って」もらうことができ、また3階に上れば「茶を飲み、菓子を食」うことができたようである。小説には「住田」の温泉として登場する。
これにあやかり、本館は「坊っちゃん湯」とも呼ばれる。1階の男湯浴室内には、『坊つちやん』の主人公が湯船で泳いで注意の張り紙をされたことにちなんだ「坊っちゃん泳ぐべからず」の札が掲げられている。

## エピソード

### 「油屋」のモデル
本館は宮崎駿監督の映画『千と千尋の神隠し』に登場する「油屋」のモデルの一つとされる。木造による重厚な重層構造の共同湯である油屋について特定のモデルは無く複数の施設を参考にしたとされているが、実際に製作スタッフが道後温泉に逗留し、近代和風建築である本館のスケッチを行った記録もある。製作元も道後温泉本館がモデルであると明言しており、公式サイト上にも大いに参考にした場所として紹介されている。
なお、街のモデルは長野県下高井郡山ノ内町に所在する渋温泉が劇中の情景に近い。

### 温泉名の額
本館正面玄関には「道後温泉」と書かれた額が掲示されている。これは新築当時からあったものではなく、1950年（昭和25年）に道後温泉を舞台とした松竹映画『てんやわんや』が撮影された時に、道後温泉と一目で分かるように撮影スタッフが掲げたベニヤ板製のものが始まりである。撮影終了時に撤去されるはずだったが、利用客からも好評で存続することになった。文字は松山出身の画家村田英鳳による。戦後生まれの額である証拠に、文字が戦前主流だった右横書きではない。映画の大道具をそのまま使っていたため老朽化が激しく、1986年（昭和61年）に現在の額に交換されている。

### 朝湯
通年、朝6時から太鼓の音とともに入浴できるのも名物となっており、地元客はもとより、朝湯を楽しむ観光客も多い。一番風呂の開始を告げるのが、本館の振鷺閣から鳴り響く「刻太鼓」。朝をはじめ、正午、夕方、ドーンドーンと迫力ある音がこだまする。

### ミニチュア
近代和風建築の代表例として、東武ワールドスクウェアに1/25のミニチュアがある。

## 交通
伊予鉄道市内電車 城南線道後温泉駅から徒歩5分。